# Tansa
Tansa is een Roemeense gemeente in het district Iași.
Tansa telt 2916 inwoners.